# حصن القصر
حِصْن القَصْر (بالإسبانية: Aznalcázar) هي مدينة وبلدية بمقاطعة إشبيلية بمنطقة الأندلس ذاتية الحكم بإسبانيا. بلغ عدد سكانها 4.003 نسمة عام 2008.

## أعلام
- بابلو فارغاس